# Ramón Delgado
Ramón Delgado (Assunção, 14 de Novembro de 1976) é um ex-tenista profissional paraguaio.
Conseguiu uma final de ATP, onde foi derrotado em 1998, por Mariano Zabaleta, em Bogotá, seu melhor ranqueamento de simples de N. 52, alcançado em 1999, Ramón também furou o Top 100 em duplas, onde foi N. 91, conquistou oito challengers na carreira, e representou a Equipe Paraguaia de Copa Davis.

## Titulos

### Simples (8)
| Legend (Singles)       |
| Grand Slam (0)         |
| Tennis Masters Cup (0) |
| ATP Masters Series (0) |
| ATP Tour (0)           |
| Challengers (8)        |

| N. | Data | Torneio            | Piso   | Oponente na Final    | Placar da Final |
| 1. | 1997 | Cali               | Saibro | Sebastián Prieto     | 6–3, 1–6, 7–6   |
| 2. | 2001 | Tallahassee        | Duro   | Justin Gimelstob     | 7–5, 6–3        |
| 3. | 2001 | Campos Do Jordao-2 | Duro   | Daniel Melo          | 7–6, 6–2        |
| 4. | 2004 | Bogotá             | Saibro | Mariano Puerta       | 6–4, 7–5        |
| 5. | 2005 | Lubbock            | Duro   | Bobby Reynolds       | 2–6, 7–6, 6–3   |
| 6. | 2006 | Cidade do México   | Saibro | Alejandro Falla      | 6–3, 4–6, 6–4   |
| 7. | 2007 | Cidade do México-1 | Saibro | Adrián García        | 6–3, 6–3        |
| 8. | 2009 | Assunção           | Saibro | Daniel Gimeno-Traver | 7-6, 1-6, 6-3   |